# Coraebus undatus
Coraebus undatus är en skalbaggsart som först beskrevs av Fabricius 1787.  Coraebus undatus ingår i släktet Coraebus, och familjen praktbaggar. Arten har ej påträffats i Sverige.

## Bildgalleri

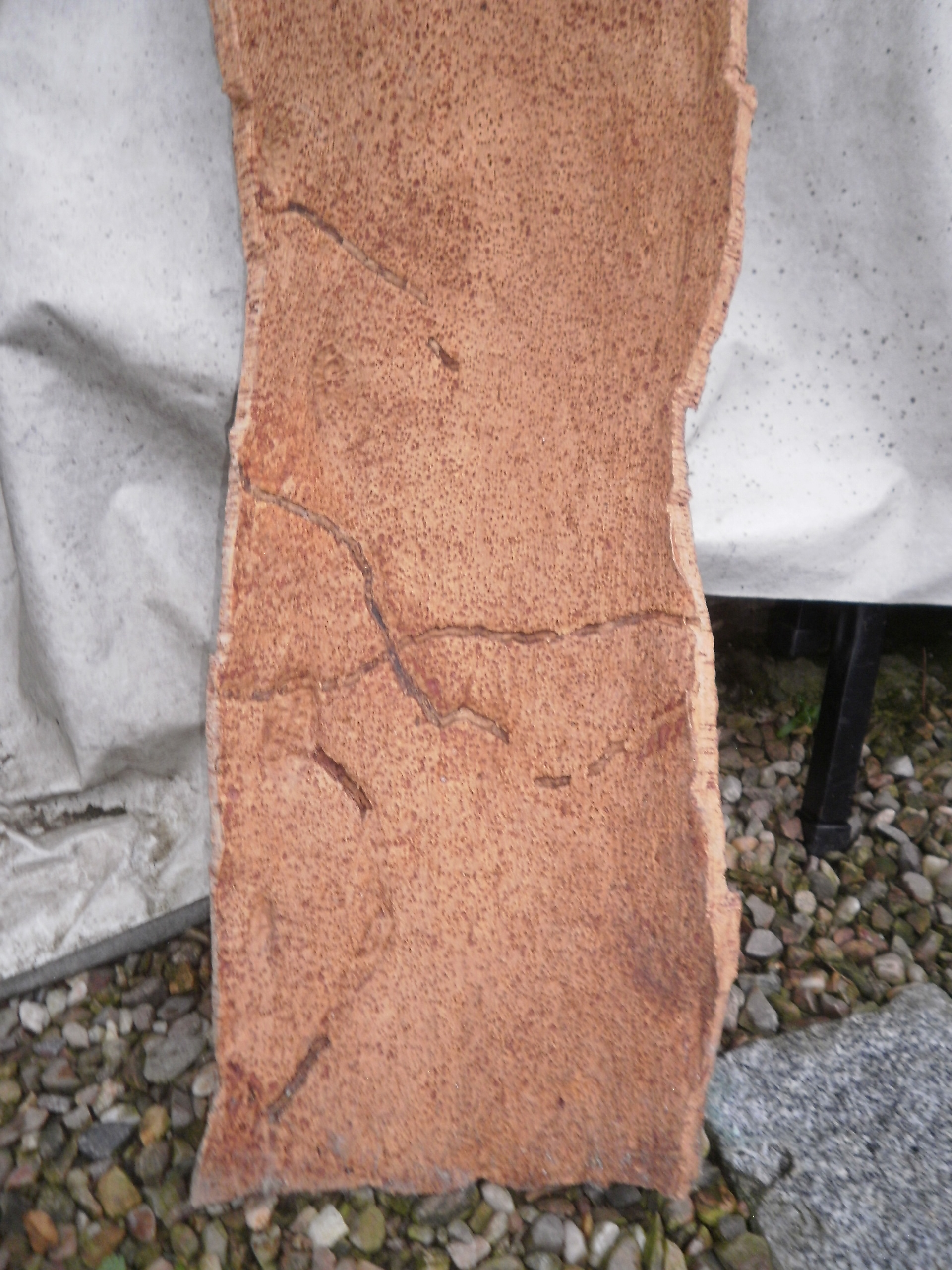